# 日本共産党と創価学会との合意についての協定
日本共産党と創価学会との合意についての協定（にほんきょうさんとうとそうかがっかいとのごういについてのきょうてい）とは、日本共産党と創価学会との間で1974年に調印され1975年に発表された協定。略称は創共協定、または共創協定。

## 概要
1970年代、日本共産党と創価学会とは互いに支持層が重なることもあり、20年に渡り、選挙活動の中で激しいビラ合戦、非難合戦を行うなど対立が続いて来た。
1974年7月、第10回参議院議員通常選挙の直後、創価学会文芸部部長が、創価学会会長・池田大作と対談をしたこともある作家・松本清張の自宅を訪問。その際、松本がトップ会談を提案する。
同年10月28日に創価学会総務野崎勲と日本共産党常任幹部会委員上田耕一郎が予備会談を行う。相互理解や敵視政策の撤廃などを骨子とする旨の協定が調印された。協定の期間は10年とされ、協議によって更新されるとした。その後、日本共産党委員長宮本顕治と創価学会会長池田大作が2度トップ対談を行った。
協定は公明党と共産党の政党間で結ばれたのではなく、創価学会が公明党の頭越しに、選挙戦で直接対峙する共産党との間に結んだものである。
1975年7月27日に協定は公表された。しかし、共産党との協定が今後の政党間の枠組みに影響を与えると考えた公明党が反発。公安警察が警戒して動き出し、自民党の中からも巻き返しの動きが出た。創価学会も態度を変え、協定は公表と同時にほぼ死文化した。
1980年、創価学会の顧問弁護士山崎正友を中心とした宮本顕治宅盗聴事件が発覚して両者の対立は決定的となり、協定の更新は行われなかった。

## 関連文献
- 松本清張「「創共協定」経過メモ」（『文藝春秋』1980年1月号掲載、単行本『作家の手帖』（1981年3月、文藝春秋）収録）
- 山下文男『共・創会談記』（1980年6月、新日本出版社）